# Chloridolum bivittatum
Chloridolum bivittatum är en skalbaggsart som först beskrevs av White 1855.  Chloridolum bivittatum ingår i släktet Chloridolum och familjen långhorningar.
Artens utbredningsområde är Assam (Indien). Inga underarter finns listade i Catalogue of Life.